# جامعة سنترال فلوريدا
جامعة سنترال فلوريدا (بالإنجليزية: University of Central Florida)‏ جامعة أميركية عامة للبحوث العامة في أورلاندو، فلوريدا. وهي أكبر جامعة في الولايات المتحدة من خلال التسجيل في المرحلة الجامعية، [9] وكذلك أكبر تسجيل في حرم واحد. [4]
تأسست في عام 1963 من قبل الهيئة التشريعية في فلوريدا، افتتح UCF في عام 1968 جامعة فلوريدا التكنولوجية، مع مهمة توفير الأفراد لدعم برنامج الفضاء الأمريكي المتنامي في مركز كينيدي للفضاء ومحطة كيب كانافيرال الجوية على ساحل الفضاء فلوريدا. مع توسيع نطاق الأكاديمية خارج التركيز الأصلي على الهندسة والتكنولوجيا، «فلوريدا تك» تم تغيير اسمها جامعة وسط ولاية فلوريدا في عام 1978. جذور الفضاء أوف تستمر كما تقود الجامعة حاليا ناسا فلوريدا منحة الفضاء الكونسورتيوم. [10] في حين أن الالتحاق الأولي كان 1,948 طالبا فقط، [4] التحاق اليوم يبلغ 64,318 طالبا من 157 دولة وجميع الولايات الخمسين وواشنطن العاصمة [11]
وتقع غالبية الطلاب في الحرم الجامعي الرئيسي للجامعة على بعد 13 ميلا (21 كم) شرقا - شمال شرق وسط مدينة أورلاندو، وعلى بعد 35 ميلا (56 كم) غرب كيب كانافيرال. [6] [12] وتقدم الجامعة أكثر من 200 درجة من خلال ثلاثة عشر كلية في عشرة فروع إقليمية في وسط فلوريدا، وحرم العلوم الصحية في بحيرة نونا، وكلية روزن لإدارة الضيافة في جنوب أورلاندو ومركز الإعلام الناشئ في وسط مدينة أورلاندو. [5] منذ تأسيسها، أوف منح أكثر من 290,000 درجة، بما في ذلك أكثر من 50,000 الدراسات العليا والدرجات المهنية، إلى أكثر من 260,000 الخريجين في جميع أنحاء العالم. [4]
أوف هي جامعة المنح الفضائية، وقدمت مساهمات بحثية كبيرة للهندسة والبصريات والمحاكاة، وسائل الإعلام الرقمية، وإدارة الأعمال، والتعليم، وإدارة الضيافة، والفنون. ألوانها الرسمية هي الأسود والذهبي، وشعار الجامعة هو بيغاسوس، الذي «يرمز إلى رؤية الجامعة لإمكانات لا حدود لها». [13] فرق الرياضة المشتركة بين الكليات بالجامعة، والمعروفة باسم «فرسان أوف» والتي تمثلها التميمة كنيترو، والتنافس في نكا القسم الأول والمؤتمر الرياضي الأمريكي. [14]